# Venus ieșind din valuri

Sandro Botticelli, Nașterea lui Venus

Venus ieșind din valuri (1975) (titlu original Venus on the Half-Shell) este un roman science fiction atribuit autorului fictiv Kilgore Trout, dar scris de Philip José Farmer. Kilgore Trout este un personaj care apare în mai multe romane ale lui Kurt Vonnegut, iar cartea de față este menționată în romanul God Bless You, Mr. Rosewater (1965) ca fiind o ficțiune scrisă de el. Romanul lui Farmer a fost publicat în primă fază în două părți, începând cu numărul din decembrie 1974 al The Magazine of Fantasy and Science Fiction.
După cum povestește Farmer în introducerea la Venus on the Half-Shell and Others (2008), Vonnegut a fost reticent în primă fază la a aproba acest proiect, dar a acceptat în cele din urmă. După publicare, un articol apărut într-o revistă i-a dat impresia lui Vonnegut că Farmer intenționase să scrie cartea indiferent dacă el i-ar fi dat aprobarea sau nu, lucru care l-a înfuriat. De asemenea, cititorii au presupus că Vonnegut ar fi scris cartea, dar problema a fost rezolvată când romanul a fost retipărit folosindu-se numele lui Farmer în locul pseudonimului.
Un element de bază al romanului îl constituie originea multora dintre numele de personaje și de locuri. Farmer "a inserat o sumedenie de referințe la literatura și autorii de ficțiune... Multe dintre numele extratereștrilor din carte au fost create prin anagramarea unor cuvinte din engleză și din alte limbi."
Titlul și coperta ediției originale fac referire la fresca pictorului renascentist Sandro Botticelli, Nașterea lui Venus, care prezintă nașterea zeiței Venus din mare, pe o scoică.

## Tabel cu numele personajelor și ale originilor cunoscute
| Nume         | Origine       | Etimologie                                                     |
| ------------ | ------------- | -------------------------------------------------------------- |
| Chworktap    | Patchwork     | anagramă                                                       |
| Utapal       | Laputa        | anagramă                                                       |
| Zelpst       | selbst        | redare fonetică a cuvântului german care înseamnă sine         |
| Raproshma    | rapprochement | redare fonetică a cuvântului francez care înseamnă aproximare. |
| Dokal        | Caudal        | pseudo-anagramă (însemnând "a avea coadă")                     |
| Tunc         | Cunt          | anagramă                                                       |
| Angavi       | vagina        | anagramă                                                       |
| Gviirl       | Virgil        | anagramă                                                       |
| Clerun-Gowph | Aufklärung    | derivat din termenul german pentru iluminare                   |